# Nowiny (Kossów)
Nowiny – przysiółek wsi Kossów w Polsce, położony w województwie świętokrzyskim, w powiecie włoszczowskim, w gminie Radków.
Przysiółek jest siedzibą sołectwa Nowiny, w skład którego wchodzi też Dębnik.
Nowiny są przysiółkiem Kossowa powstałym w latach trzydziestych XX wieku na skutek przeludnienia.
Dębnik, obecnie przysiółek Dzierzgowa, został założony na początku XVIII w. najprawdopodobniej przez rodzinę Zielińskich, którzy wykupili część majątku dworskiego Dzierzgowa. Pierwszymi rodzinami, które są wspominane w księgach parafialnych, są Zielińscy i Baranowie.
W latach 1975–1998 przysiółek położony była w województwie częstochowskim.